# Simon Février
Simon Louis Oscar Février (Courcelles, 2 april 1914 - Meise, 21 november 2004) was een Belgisch senator.

## Levensloop
Beroepshalve was Février accountant. Hij werd verkozen tot gemeenteraadslid in Meise. Hij werd ook provincieraadslid en werd voorzitter van de provincieraad van Brabant.
In 1974 werd hij voor de PVV gecoöpteerd senator in de Senaat. In 1977 werd hij verkozen tot provinciaal senator voor Brabant en hij vervulde dit mandaat tot in 1985.
In de periode april 1974-oktober 1980 zetelde hij als gevolg van het toen bestaande dubbelmandaat ook in de Cultuurraad voor de Nederlandse Cultuurgemeenschap, die op 7 december 1971 werd geïnstalleerd. Vanaf 21 oktober 1980 tot november 1981 was hij tevens korte tijd lid van de Vlaamse Raad, de opvolger van de Cultuurraad en de voorloper van het huidige Vlaams Parlement.
Hij wou in 1975 ook zetelen in de voorlopige Brusselse gewestraad, hij was daartoe naar Brussel verhuisd, maar hij verloor daarover een proces bij de Raad van State.